# Wanla
Le monastère de Wanla Gompa (ourdou: وانلا گومپا) est un Gompa  historique bouddhiste situé sur la crête qui  se dresse au-dessus du village de Wanla qui se dresse sur un rocher escarpé. Laccès au monastère s"effectue par une route étroite de  12 km qui se prend à la sortie de l'autoroute  de Lamayuru au Ladakh. Le monastère abrite de nombreux objets de l'art bouddhiste et de  stupa. Le temple du Gompa est dédié à Avalokitesvara, il est de petite taille mais remarquablement bien préservé est l'une des premières chambres de prière connues de Drigung Kagyu à avoir survécu au Ladakh. Wanla est un sous-monastère du monastère de Lamayuru qui désigne un moine gardien responsable des rituels quotidiens et de l'accès au temple . Le monastère de Yundrung Tharpaling (g.yung drung thar pa gling, གཡུང་དྲུང་ཐར་པ་གླིང་), connu sous le nom de Lamayuru, est un des monastères plus ancien du Ladakh. La légende raconte que Bouddha Shakyamuni, y prononça la prophétie selon laquelle les enseignements du Sutra et du Tantra unifiés s’y épanouiraient dans le futur.

## Historique
Le monastère se trouve dans les  vestiges épars d'un château médiéval dont la construction est mentionnée dans les chroniques Ladakhi comme étant par le roi Ladakhhi Lhachen Ngaglug (lHa-chen Ngag-lug), probablement au XIIe siècle. Le monastère a été ajouté au cœur du château au XIVe siècle, cette décision  ajoute à un intérêt particulièrement historique au monastère de Wanla , d'autant plus que certains auteurs estiment qu'il s'agit d'une «période très obscure de l'histoire du Ladakh. La construction du monastère est située entre le début du XIIIe siècle, et l'établissement du royaume Ladakhi au début du XVe siècle" .

## Description
Le temple, un bâtiment date des années 1980, est  en cours de restauration par l'Association Achi . Lae temple principal présente Le bodhisattva Avalokiteshvara sous la forme "Chuchigzhel" à onze têtes .  le grand bodhisattva le plus vénéré et le plus populaire parmi les bouddhistes du Grand véhicule. Il est aussi utilisé comme yidam (déité tutélaire) dans les méditations tantriques.